# محمد بن سلمان الصباح
الشيخ محمد بن سلمان الصباح، حفيد حاكم الكويت الأول الشيخ صباح الأول بن جابر الصباح.

## حياته
تولى حكم الكويت لمدة شهرين بعد وفاة عمه الشيخ عبد الله بن صباح بن جابر الصباح وذلك بسبب وجود ابن عمه الشيخ جابر بن عبد الله الصباح في البحرين بسبب خلاف كان بينه وبين أبيه الحاكم، لكن بعد وفاة الحاكم أرسل إليه وأبلغه بنبأ وفاة أبيه وطلب منه الرجوع للكويت، وعند عودته استقبله في شاطئ بنيد القار استقبال حافل يليق بحاكم الكويت وقال له إنه حفظ الكويت بغيابه وإنه الآن أول من يبايعه حاكماً للكويت وإنه سيجده بعونه دائماً.

## منصبه
وكان الشيخ محمد من أوائل من سكن منطقة أبو حليفة في جنوب الكويت ومن مؤسسيها، وقد بنى فيها قصر المالك سنة 1814، وأصبح أميراً على المنطقة. وقد قام بزراعة كثير من النخيل في أبو حليفة.

## أبنائه
- الشيخ حمود.
- الشيخ سلمان.
- الشيخ أحمد.

1. ↑  بوابة الشيخ نايف احمد الصباح